# Kineret-tó

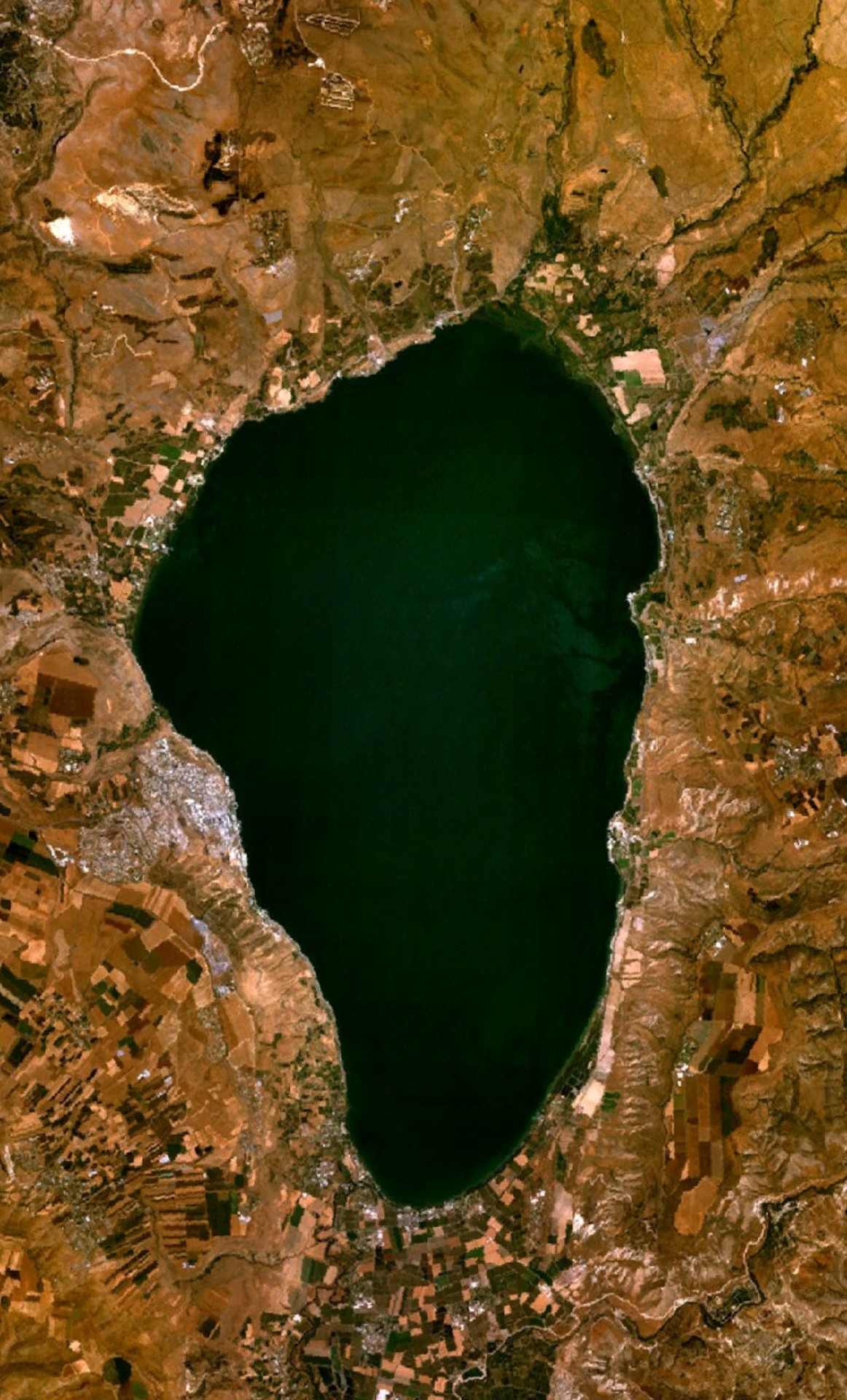
Űrbéli felvétel

A Kineret-tó (Galileai-tenger, Tiberiás tava, a Bibliában Genezáreti-tó) Izrael legnagyobb édesvizű tava. 2000 óta a világörökség várólistáján szerepel a „Jézus és az apostolok galileai útvonala” gyűjtőelnevezésen belül.
A Föld legalacsonyabban (209 méterrel a tengerszint alatt) fekvő édesvizű tava.
Hossza mintegy 21 kilométer, legnagyobb szélessége 13 kilométer. Kerülete 53 kilométer, területe 166 km², legnagyobb mélysége kb. 43 méter, vízmennyisége körülbelül 4 km³, de a 2010-es évek aszályos időjárása miatt vízmennyisége folyamatosan csökkent, és 2017-ben rekord alacsony szintet ért el. 2020-ban a szokatlanul csapadékos évkezdetet követően 25 éve nem tapasztalt rekord szintre emelkedett a tó vízszintje. A tó az 1964-ben kiépített vízgazdálkodási rendszer része.

## Földrajza
A Jordán folyó völgyében, illetve az afrikai és az arábiai kéreglemezek távolodásával keletkezett Nagy-hasadékvölgyben fekszik, Izrael északi részében, közel Jordánia, Szíria és Libanon határához. Vidékén gyakoriak a földrengések és a múltban aktív volt itt a vulkáni tevékenység. Erről a magmás kőzetek tömegei, például a nagy mennyiségű bazalt tanúskodnak a tó környékén.
Bár földalatti források is beleömlenek, fő táplálója a Jordán folyó, amely észak-déli irányban keresztülfolyik rajta. A tavat hegyek veszik körül, de gyakran hirtelen érkező viharok korbácsolják. A Biblia egyik története szerint Jézus egy ilyen vihart csendesít el. A Biblia megemlékezik a tavon elérhető bőséges halzsákmányról is.

## Neve
Héber neve, a Kineret (Józsué könyve 12:3, Mózes negyedik könyve 34:11) a „hárfa, líra” jelentésű héber kinner szóból eredhet. A keresztény szövegek Genezáret néven emlegetik (Lukács evangéliuma 5:1), a nyugati oldalán fekvő termékeny síkság után. Arab neve Buhajrat Tabarijja (بحيرة طبريا), mely a Tiberias-tó névnek felel meg. Utóbbit a Tiberius római császárról elnevezett Tiberias városról kapta.

## Az ókorban
A tó az Egyiptomot és az északi birodalmakat összekötő ősi Via Maris kereskedelmi útvonal mentén fekszik. Az ókori görögök, a hasmoneusok és a rómaiak virágzó városokat alapítottak a tónál, köztük Gadara, Hipposz és Tiberias. Iosephus Flavius, az 1. században élt történetíró így írt: „A Természet ambíciójának nevezhetjük e vidéket.” Iosephus szerint a halászat virágzó mesterség volt itt, a tavat az ő idejében mintegy 230 halászhajó járta.
Jézus működésének helyszíne jórészt a tó és környéke. Az ő idejében a tavat települések szinte folytonos lánca vette körül és jelentős volt a kereskedelmi és átkelőforgalom a tavon. A szinoptikus evangéliumok (Márk, Máté és Lukács) arról számolnak be, hogy Jézus négy apostola is a tó mellől származott: Simon, a halász (Péter) és bátyja, András, és a másik két testvér: János és Jakab. Jézus a tóra néző egyik hegyen tartotta a híres hegyi beszédet. Járt a tó vízfelszínén, lecsendesítette a vihart, és csodálatos módon adott enni ötezer embernek.

## Vízszintgazdálkodás
A –208,80 m a tó azon maximális vízszintje, melyet a gátrendszer és vízgazdálkodás még el tud viselni. A tavat az elmúlt időszakban a vízszint hirtelen ingadozása és az ezzel együtt járó vízszintcsökkenés jellemezte, amelynek oka az egymást követő évek csapadékhiánya volt. Az utóbbi években még a nedvesebb időszaknak számító tavasszal is alig lépte túl a –213 m-es vízszintet (úgynevezett „piros vonal”). A –208 m-es vízmércejelet utoljára 1991/1992 telén érte el. Az alacsony vízszint kritikus, mivel a tó mélye sós, amelyre csak rétegződik az édesvíz. Ezen felül az édesvíz nyomásának csökkenésével a földalatti sós forrásokból több sós víz juthat a tóba. Ha a vízszint túlságosan lesüllyed, és az édesvízréteg túl vékonnyá válik, a vízrendszer felborulhat és a tó teljesen megsósodhat, ami drasztikus ökológiai és gazdasági következményekkel járna. Ennek megelőzésére a „piros vonal” elérése után a vízkivételt jelentősen csökkentik, és a lakosságot a médián keresztül arra ösztönzik, hogy takarékosan használja az ivóvizet. Uri Schany professzor, az izraeli vízügyi igazgató szerint a tóból való vízkivonást teljesen le kell állítani, amikor a vízszint a „fekete vonalig” (–214,87 m) csökken. Izrael megkísérli kompenzálni a tó vizének csökkenését tisztított szennyvízből és a tengervíz-sótalanító üzemekből - például Askelónból - származó víz segítségével, továbbá Törökországból tartályhajókkal történő vízbehozatallal.
Az 1964-ben épült Nemzeti Vízszállító a világ egyik legnagyobb vízelosztó rendszere. A tóból egy földalatti szivattyúrendszerrel másodpercenként 28 m3 víz szivattyúzható ki. Ez nyáron a tó vízszintjét naponta egy centiméterrel csökkenti. A víz egy nyílt csatornán áramlik tovább, majd a Galileában lévő Bet Netofa völgyében megtisztul és ivóvíz minőségűvé válik. Ezután a nagyobb része egy 2,75 m átmérőjű csövön keresztül áramlik Tel-Aviv területére és tovább a déli Negev-sivatagba.
2017 márciusában bejelentették, hogy a múlt század húszas éveiben kezdődött mérések óta az eddigi legalacsonyabb vízállást jegyezték fel, mivel februárban a szokásos csapadéknak csak tíz százaléka esett ezen a vidéken, és ezért csak 22 centiméterrel emelkedett meg a tó, szemben az átlagos 60 centiméterrel. Azon a télen az őszi esőzések kezdete óta csak 68 centiméterrel nőtt a Galileai-tenger vízszintje, ami a sokéves átlagnak kevesebb, mint a fele. A tenger szintje akkor –213,16 méteren volt átlagosan, amely 16 centiméterrel a határértéknek tekintett szint alatti érték volt. 2020 januárjától jelentősen emelkedett a vízszint és a szokatlanul sok csapadék hatására áprilisra tó teljesen megtelt, a parti sávot is elöntötte.
| Dátum             | Vízszint | Megjegyzés                    |
| ----------------- | -------- | ----------------------------- |
| 1969              | –208,20  | csúcs                         |
| 2001              | –214,87  | alacsony                      |
| 2017              | –213,16  | rekord alacsony               |
| 2020. április 22. | –208,93. | Legmagasabb vízszint 2004 óta |